# StuDocu
StuDocu is een crowdsourced online leer- en deelplatform voor studenten. De website wordt vooral gebruikt voor samenvattingen van boeken, college-aantekeningen en het oefenen van examenvragen. Hun businessmodel is gebaseerd op een abonnement voor premiumtoegang.

## Geschiedenis
StuDocu is in 2013 opgericht door vier studenten van de Technische Universiteit Delft onder de naam StudeerSnel.nl, de Nederlandse versie van de website. Nadat ze merkten dat veel nuttige studiedocumenten slechts beschikbaar waren voor een handjevol ‘populaire’ studenten, bouwden ze een open platform dat voor iedereen toegankelijk is.
In 2014 ontving StuDocu een angel-investering van €125.000 van een van de oprichters van het Nederlandse socialmediaplatform Hyves, Koen Kam. In 2015 traden Peak Capital and Point Nine Capital toe en investeerde een bedrag van €1,35 miljoen. In 2016 werd StuDocu genomineerd voor de ondernemersprijs van EY, de Ernst & Young Entrepreneur of the Year Award.